# Манси, Макс
Максвелл Стивен Манси (англ. Maxwell Steven Muncy; род. 25 августа 1990, Мидленд, Техас) — американский бейсболист, инфилдер клуба Главной лиги бейсбола «Лос-Анджелес Доджерс». Победитель Мировых серий 2020 и 2024 годов. Участник Матча всех звёзд 2019 и 2021 годов.

## Биография
Макс Манси родился 25 августа 1990 года в Мидленде в штате Техас. Младший из трёх сыновей в семье Ли и Мидж Манси. В 2009 году он окончил школу в Келлере, пригороде Форт-Уэрта. В том же году на драфте Главной лиги бейсбола его в 41 раунде выбрали «Кливленд Индианс», но Манси сделал выбор в пользу продолжения учёбы в Бэйлорском университете. В составе «Бэйлор Беарс» он играл в течение трёх сезонов, провёл 181 матч. Показатель отбивания Манси за это время составил 31,1 %, он выбил 38 даблов, 6 триплов, 27 хоум-ранов и набрал 151 RBI. Дважды его включали в состав символической сборной конференции Big-12.

### Главная лига бейсбола
В 2012 году Манси был задрафтован «Оклендом» в пятом раунде. В течение четырёх лет он выступал за различные фарм-клубы системы «Атлетикс», весной 2015 года дебютировал в Главной лиге бейсбола. В сезонах 2015 и 2016 годов Макс сыграл за команду 96 матчей, в которых отбивал с показателем 19,5 %. Он демонстрировал навыки силового отбивающего, но не раскрыл свой потенциал из-за низкой дисциплины при игре на бите. Весной 2017 года после окончания предсезонных сборов клуб отчислил его. Месяц он провёл в Техасе, помогая отцу, который работал тренером школьной команды.

#### Лос-Анджелес Доджерс
В конце апреля 2017 года Манси получил предложение контракта от «Лос-Анджелес Доджерс». После подписания соглашения он был направлен в фарм-клуб AAA-лиги «Оклахома-Сити Доджерс», где его показатель отбивания по итогам сезона составил 30,9 %. В 2018 году Макс получил возможность проявить себя в основном составе команды, заменив на третьей базе Джастина Тернера. В матчах регулярного чемпионата он выбил 35 хоум-ранов, летом Манси принял участие в Хоум-ран-дерби в рамках Матча всех звёзд лиги. Вместе с командой он дошёл до Мировой серии против «Бостон Ред Сокс», где отличился уок-офф-хоум-раном в третьем матче.
Регулярный чемпионат 2019 года он также завершил с 35 хоум-ранами. По ходу сезона он впервые в карьере сыграл в Матче всех звёзд лиги, заменив в составе сборной Национальной лиги Энтони Рендона. В августе Манси получил травму запястья, но восстановился к играм плей-офф, где отличился тремя выбитыми хоум-ранами. По итогам сезона он также вошёл в десятку лидеров лиги по заработанным бейс-он-боллам. В феврале 2020 года Макс продлил контракт с Доджерс на три сезона, сумма сделки составила 26 млн долларов.
В сокращённом из-за пандемии COVID-19 регулярном чемпионате 2020 года Манси выбил 12 хоум-ранов, но отбивал с показателем всего 19,2 %. В плей-офф его эффективность на бите выросла. Набранные им два очка принесли Доджерс победу во второй игре дивизионного раунда против «Сан-Диего Падрес». В Чемпионской серии Национальной лиги Макс выбил хоум-раны во втором и третьем матче. В матчах победной Мировой серии против «Тампы» он отбивал с показателем 31,8 % и набрал шесть RBI. Суммарно в играх плей-офф 2020 года Манси заработал 20 бейс-он-боллов, повторив второй результат в истории Главной лиги бейсбола.